# Arbeitsmaschine

Kraftmaschine (Motor) und Arbeitsmaschine sind über eine Welle mit Kupplung verbunden.

Typische Anordnung von Motor (Kraftmaschine) und Kreiselpumpe (Arbeitsmaschine)

Eine Arbeitsmaschine ist eine angetriebene Maschine, die Energie in Form von mechanischer Arbeit aufnimmt. Sie ist das Gegenstück zum Antrieb oder Motor, auch Kraftmaschine genannt, die mechanische Energie abgibt. Im Zusammenspiel mit dem Antrieb wird die Arbeitsmaschine manchmal auch als Abtrieb bezeichnet.
Die Arbeitsmaschine ist mit dem Antrieb über eine Mechanik verbunden. Häufig ist dies eine drehende Welle. Es sind aber auch andere Formen wie Gestänge, Hebel, Seil und Riemen möglich. Mit einer Kupplung können Kraft- und Arbeitsmaschine voneinander getrennt werden. Bei der Übertragung können auch Getriebe zum Einsatz kommen.
Arbeitsmaschinen erzeugen Strom oder fördern, zerkleinern, verformen, verdichten, vermischen oder sieben Feststoffe.
Manche Maschinen können Energie sowohl aufnehmen als auch abgeben, sie können zwischen Kraft- und Arbeitsmaschine wechseln. Beispiele sind das Schwungrad, die Pumpturbine und der Motorgenerator.
Arbeitsmaschinen, die die aufgenommene Energie einem Fluid – einer Flüssigkeit oder einem Gas – zuführen, gehören zu den Fluidenergiemaschinen. Beispiele dafür sind Pumpen, Verdichter, Gebläse und Ventilatoren. Fluidenergiemaschinen können auch Kraftmaschinen sein, die dem Fluid Energie entziehen, die dann als mechanische Arbeit abgegeben wird.